# جون دبليو. أندرسون
جون دبليو. أندرسون (بالإنجليزية: John A. Anderson)‏ هو مدرب رياضي أمريكي، ولد في 6 يناير 1933، وتوفي في 15 يناير 1998.